# Norra Hongkong
Norra Hongkong (traditionell kinesiska: 北區, pinyin: Běi Qū) är det nordligaste av Hongkongs 18 administrativa distrikt. Det är 168 km² stort och ligger i den nordvästliga delen av Nya territorierna. 
I den nya stadsdelen Fanling-Sheung Shui bor omkring 70 procent av distriktets 294 200 invånare (2000).
Norra Hongkong har 298 657 invånare på en yta av 134km². 